# Liste der Gerechten unter den Völkern aus Russland

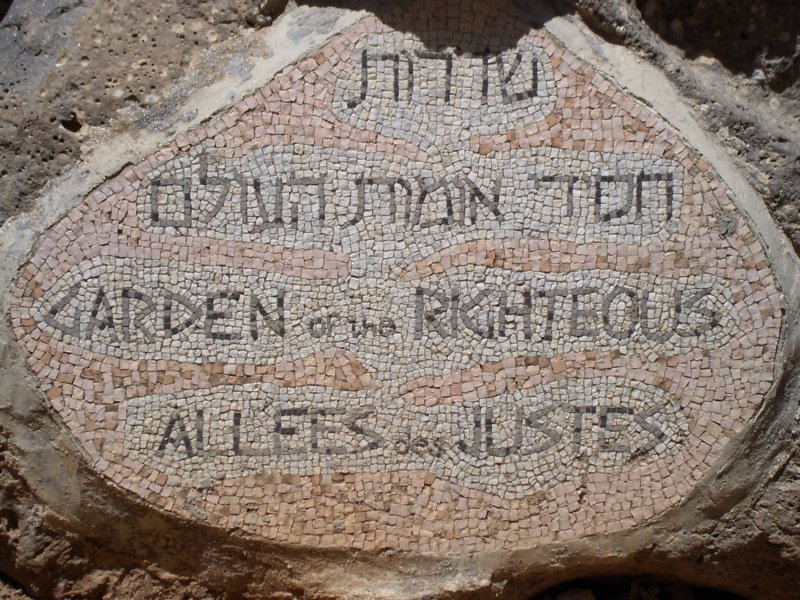
Eingang zum „Garten der Gerechten“ in der Gedenkstätte Yad Vashem

Die Liste der Gerechten unter den Völkern aus Russland führt in alphabetischer Reihenfolge diejenigen Russen auf, die von der Gedenkstätte Yad Vashem mit dem Titel Gerechter unter den Völkern ausgezeichnet wurden.

## Hintergrund
Dieser Titel wird an nichtjüdische Einzelpersonen verliehen, die unter nationalsozialistischer Herrschaft während des Zweiten Weltkriegs ihr Leben einsetzten, um Juden vor der Ermordung zu retten.
217 Russen erhielten bisher (Stand: 1. Januar 2022) den Titel Gerechter unter den Völkern.

## Liste
Die Liste ist alphabetisch nach Nachnamen geordnet. Hinter dem Namen ist jeweils das Geburtsdatum, das Sterbedatum, der Ort der Rettung, der Grund der Ehrung und das Jahr der Ehrung angegeben.
| Name                           | Geboren | Gestorben | Ort der Rettung                                    | Grund der Ehrung | Jahr |
| ------------------------------ | ------- | --------- | -------------------------------------------------- | --- | ---- |
| Halina Abramova-Mandel         |         |           | Baranawitschy                                      | Tatjana Abramowa aus Baranawitschy unterstützte, als der deutsch-sowjetische Krieg ausbrach und die Deutschen am 27. Juni 1941 Baranawitschy eingenommen hatten, die zehnköpfige jüdische Familie Mandel, indem sie ihr anvertraute Gegenstände verkaufte und mit dem Geld Lebensmittel beschaffte. Nach Auflösung des örtlichen Ghettos im Dezember 1942 versteckte Tatjana Abramowa Salomon Mandel und für kurze Zeit seinen Sohn Moshe Mandel in ihrer Wohnung und wurde dabei von ihrer zwölfjährigen Tochter Halina Abramowa unterstützt. | 1986 |
| Tatiana Abramova-Mandel        |         |           | Baranawitschy                                      | Tatjana Abramowa aus Baranawitschy unterstützte, als der deutsch-sowjetische Krieg ausbrach und die Deutschen am 27. Juni 1941 Baranawitschy eingenommen hatten, die zehnköpfige jüdische Familie Mandel, indem sie ihr anvertraute Gegenstände verkaufte und mit dem Geld Lebensmittel beschaffte. Nach Auflösung des örtlichen Ghettos im Dezember 1942 versteckte Tatjana Abramowa Salomon Mandel und für kurze Zeit seinen Sohn Moshe Mandel in ihrer Wohnung und wurde dabei von ihrer zwölfjährigen Tochter Halina Abramowa unterstützt. | 1986 |
| Anastasia Akimenkov            | 1885    | 1962      | Wschtschisch, Oblast Brjansk                       | [ 3 ] | 1996 |
| Daniil Akimenkov               | 1883    | 1961      | Wschtschisch, Oblast Brjansk                       | [ 3 ] | 1996 |
| Katerina Aksentov              |         | 1956      | Armawir                                            | Yegor Aksentov und Katerina Aksentov aus Armawir, sowie ihre Töchter Susanna Aksentov und Maria Aksentov, versteckten und versorgten ab August 1942 das jüdische Ehepaar Matvei Kamershtein und Dora Kamershtein und ihre Tochter Nadezhda Kamershtein. Außerdem beschafften sie „arische“ Dokumente für alle Mitglieder der Familie Kamershtein. Mit diesen Dokumenten konnten die Kamershteins in ihre Heimatstadt Rostow am Don gelangen. | 2002 |
| Maria Aksentov                 | 1925    |           | Armawir                                            | Yegor Aksentov und Katerina Aksentov aus Armawir, sowie ihre Töchter Susanna Aksentov und Maria Aksentov, versteckten und versorgten ab August 1942 das jüdische Ehepaar Matvei Kamershtein und Dora Kamershtein und ihre Tochter Nadezhda Kamershtein. Außerdem beschafften sie „arische“ Dokumente für alle Mitglieder der Familie Kamershtein. Mit diesen Dokumenten konnten die Kamershteins in ihre Heimatstadt Rostow am Don gelangen. | 2002 |
| Susanna Aksentov               | 1922    | 1999      | Armawir                                            | Yegor Aksentov und Katerina Aksentov aus Armawir, sowie ihre Töchter Susanna Aksentov und Maria Aksentov, versteckten und versorgten ab August 1942 das jüdische Ehepaar Matvei Kamershtein und Dora Kamershtein und ihre Tochter Nadezhda Kamershtein. Außerdem beschafften sie „arische“ Dokumente für alle Mitglieder der Familie Kamershtein. Mit diesen Dokumenten konnten die Kamershteins in ihre Heimatstadt Rostow am Don gelangen. | 2002 |
| Yegor Aksentov                 |         | 1966      | Armawir                                            | Yegor Aksentov und Katerina Aksentov aus Armawir, sowie ihre Töchter Susanna Aksentov und Maria Aksentov, versteckten und versorgten ab August 1942 das jüdische Ehepaar Matvei Kamershtein und Dora Kamershtein und ihre Tochter Nadezhda Kamershtein. Außerdem beschafften sie „arische“ Dokumente für alle Mitglieder der Familie Kamershtein. Mit diesen Dokumenten konnten die Kamershteins in ihre Heimatstadt Rostow am Don gelangen. | 2002 |
| Ivan Alekseyev                 |         |           | Schytomyr                                          | [ 5 ] | 2008 |
| Luka Alekseyev                 | 1884    | 1967      | Wlassiwka, Rajon Polohy                            | Luka Alekseyev, ein Zimmermann aus dem Dorf Wlassowka im Bezirk Dnepropetrowsk, und seine Frau Marfa Alekseyev versteckten in ihrem Haus in einer beheizten Hütte, die im Sommer als Küche diente, ihren jüdischen Schwiegersohn Avraham Kasanevich und dessen jüngere Schwestern Maria Kasanevich und Jelisaweta Kasanevich. Avraham Kasanevichs Frau Zoya Kasanevich lebte mit ihrem gemeinsamen Kind Eduard offen im Haus ihrer Eltern. Ausgestattet mit falschen Papieren, die sie vom Dorfvorsteher Zayats Zoya erhalten hatten, konnten die Kasanevichs Wlassowka im März 1943 verlassen und in einer Kolchose Arbeit und Unterkunft erhalten. | 2006 |
| Marfa Alekseyev                | 1886    | 1969      | Wlassiwka, Rajon Polohy                            | Luka Alekseyev, ein Zimmermann aus dem Dorf Wlassowka im Bezirk Dnepropetrowsk, und seine Frau Marfa Alekseyev versteckten in ihrem Haus in einer beheizten Hütte, die im Sommer als Küche diente, ihren jüdischen Schwiegersohn Avraham Kasanevich und dessen jüngere Schwestern Maria Kasanevich und Jelisaweta Kasanevich. Avraham Kasanevichs Frau Zoya Kasanevich lebte mit ihrem gemeinsamen Kind Eduard offen im Haus ihrer Eltern. Ausgestattet mit falschen Papieren, die sie vom Dorfvorsteher Zayats Zoya erhalten hatten, konnten die Kasanevichs Wlassowka im März 1943 verlassen und in einer Kolchose Arbeit und Unterkunft erhalten. | 2006 |
| Polina Artemiev                |         |           |                                                    | [ 7 ] | 1995 |
| Vasili Artemiev                |         |           |                                                    | [ 7 ] | 1995 |
| Polina Baranova                |         | 1978      | Iwnja                                              | Polina Baranova aus Iwnja versteckte 1942 in ihrem Haus vier Tage lang die beiden Jüdinnen Rachel Gurewitsch und Sofya Levin. Die beiden Frauen hatten am 28. Januar 1942 ein Massaker der Deutschen an 34 Juden überlebt und erhielten – verletzt und durchgefroren – Schutz im Haus von Polina Baranova. | 1997 |
| Dimitri Belkov                 |         | 2002      | Pjatigorsk                                         | [ 9 ] | 1997 |
| Kira Belkov                    | 1922    | 2003      | Pjatigorsk                                         | [ 9 ] | 1997 |
| Sergei Belkov                  |         |           | Pjatigorsk                                         | [ 9 ] | 1997 |
| Anna Bobin                     |         |           | Uroschainoje, Region Stawropol                     | Anna und Konstantin Bobin aus Uroschainoje versteckten die Jüdin Larisa Breicher. | 2016 |
| Konstantin Bobin               |         |           | Uroschainoje, Region Stawropol                     | Anna und Konstantin Bobin aus Uroschainoje versteckten die Jüdin Larisa Breicher. | 2016 |
| Darya Bondarenko               |         |           | Achmetowskaja, Region Krasnodar                    | [ 11 ] | 1998 |
| Praskovia Bondarenko           |         |           | Achmetowskaja, Region Krasnodar                    | [ 11 ] | 1998 |
| Yulia Boyko                    | 1894    |           | Jessentuki                                         | Yulia Boyko aus Jessentuki versteckte in ihrem Haus ab August 1942 Mark Zalman, den vierjährigen Sohn ihrer jüdischen Freundin Etel Zalman. Etel Zalman wurde am 9. September 1942 im nahe gelegenen Mineralnyje Wody ermordet. | 1991 |
| Aksentiy Burlakov              |         |           | Miljay, Švenčionys                                 | Aksentiy, Matryona und Zinaida Burlakov aus Miljay versteckten die jüdischen Mitbürger Israel, Rachel und Rivka Gantovnik. | 2019 |
| Matryona Burlakov              |         |           | Miljay, Švenčionys                                 | Aksentiy, Matryona und Zinaida Burlakov aus Miljay versteckten die jüdischen Mitbürger Israel, Rachel und Rivka Gantovnik. | 2019 |
| Zinaida Burlakov               |         |           | Miljay, Švenčionys                                 | Aksentiy, Matryona und Zinaida Burlakov aus Miljay versteckten die jüdischen Mitbürger Israel, Rachel und Rivka Gantovnik. | 2019 |
| Vera Buryachok                 |         | 1955      | Nezaimenka, Region Krasnodar                       | Vera Buryachok, eine Bäuerin aus Nezaimenka, versteckte und kümmerte sich nach der Besetzung durch die Deutschen von August 1942 bis zur Befreiung des Gebiets in der ersten Februarhälfte 1943 um den fünfjährigen jüdischen Jungen Genrikh Gorfunkel, der sich nach der Evakuierung Leningrads verirrt hatte. | 1997 |
| Olga Chaplanova                | 1896    | 1979      | Minsk                                              | [ 15 ] | 2002 |
| Pavel Chariuta                 |         |           | Simferopol                                         | Die Sängerin Tatiana Zelenskaya und der Akkordeonist Pavel Chariuta aus Simferopol auf der Halbinsel Krim versteckten nach der Eroberung Simferopols durch die Deutschen ab 10. Dezember 1941 und bis zur Befreiung des Gebiets am 13. April 1944 das vierjährige jüdische Mädchen Lyuba Kogan. | 1995 |
| Lubov Cherletskaya             | 1922    |           |                                                    | [ 17 ] | 2001 |
| Taisia Chi Fu Lin              | 1918    | 1988      | Charkiw                                            | Taisia Chi Fu Lin aus Charkiw, eine Freundin von Nikolay Ki Fu Dian und seiner jüdischen Frau Anna Shpigel, versteckte ab Oktober 1941 Viktor Ki Fu Dian und Zoya Ki Fu Dian, zwei der drei Kinder des Ehepaares. Nikolay Ki Fu Dians Frau und seine kleine Tochter Larisa Ki Fu Dian wurden durch die Deutschen ermordet. | 1998 |
| Anna Chikalov                  |         | 1991      | Petropawlowskaja, Kurganinsk                       | [ 19 ] | 2010 |
| Vladimir Chikalov              |         | 1973      | Petropawlowskaja, Kurganinsk                       | [ 19 ] | 2010 |
| Aleksandra Chumasova           | 1929    |           | Karasubazar                                        | Maria Chumasova und ihre Tochter Aleksandra Chumasova aus Karasubazar beteiligten sich 1941 nach dem Einmarsch der Deutschen in die UdSSR an der Rettung von Swetlana Kuleschowa und Leonid Kuleschow, den Kindern einer gemischten russisch-jüdischen Familie. | 2004 |
| Maria Chumasova                | 1902    | 1987      | Karasubazar                                        | Maria Chumasova und ihre Tochter Aleksandra Chumasova aus Karasubazar beteiligten sich 1941 nach dem Einmarsch der Deutschen in die UdSSR an der Rettung von Swetlana Kuleschowa und Leonid Kuleschow, den Kindern einer gemischten russisch-jüdischen Familie. | 2004 |
| Grigoriy Danilevski            |         |           | Winnyzja                                           | Grigoriy Danilevski aus Winnyzja versteckte die Jüdin Sabina Shayevskaya. | 2016 |
| Helena Darovskaya              |         |           | Wlodzimezh, Oblast Wolyn                           | Helena Darovskaya und ihre Mutter Maria Litvinova aus Wlodzimezh versteckten von Juli 1942 bis zur Befreiung im Juli 1944 die Jüdin Pola Borenstein, die aus dem Ghetto von Wlodzimezh geflohen war. | 2011 |
| Agrippina Dedova               |         |           | Kamennomostskaja                                   | [ 23 ] | 2000 |
| Raisa Dedova                   |         |           | Kamennomostskaja                                   | [ 23 ] | 2000 |
| Vladimir Dedova                |         |           | Kamennomostskaja                                   | [ 23 ] | 2000 |
| Yelizaveta Denisiuk            |         |           | Pašvoginė, Rajongemeinde Ignalina                  | Yelizaveta Denisiuk, eine russische Bäuerin aus Pašvoginė, versteckte 1942 die Jüdin Miriam Korb, die mit ihrer Familie 1941 aus dem Ghetto Ignalinko geflohen war. | 1999 |
| Venera Dinishajeva             |         |           |                                                    | [ 25 ] | 2000 |
| Aleksandra Dmitriyev           |         |           | Podgorje, Wyborgski rajon (Leningrad)              | Ivan Dmitriyev und Aleksandra Dmitriyev aus dem Dorf Podgorye bei Leningrad versteckten ab Anfang 1942 den jüdischen Jungen Vladimir Lejbovic, dessen Vater bei der sowjetischen Armee war und dessen Mutter und Bruder an Nahrungsmangel gestorben waren. Auch als die Eheleute Dmitriyev nach Westen umgesiedelt wurden, in Lettland bei verschiedenen Bauern arbeiteten und in Norddeutschland zur Zwangsarbeit gezwungen wurden, kümmerten sie sich um Vladimir und kehrten mit ihm nach der Befreiung nach Leningrad zurück. | 2012 |
| Ivan Dmitriyev                 |         |           | Podgorje, Wyborgski rajon (Leningrad)              | Ivan Dmitriyev und Aleksandra Dmitriyev aus dem Dorf Podgorye bei Leningrad versteckten ab Anfang 1942 den jüdischen Jungen Vladimir Lejbovic, dessen Vater bei der sowjetischen Armee war und dessen Mutter und Bruder an Nahrungsmangel gestorben waren. Auch als die Eheleute Dmitriyev nach Westen umgesiedelt wurden, in Lettland bei verschiedenen Bauern arbeiteten und in Norddeutschland zur Zwangsarbeit gezwungen wurden, kümmerten sie sich um Vladimir und kehrten mit ihm nach der Befreiung nach Leningrad zurück. | 2012 |
| Maria Dobrovolskiy             | 1900    | 1987      | Taganrog                                           | Maria und Nikolay Dobrovolskiy versteckten die Jüdin Vera Rokhlina. | 2021 |
| Nikolay Dobrovolskiy           | 1894    | 1975      | Taganrog                                           | Maria und Nikolay Dobrovolskiy versteckten die Jüdin Vera Rokhlina. | 2021 |
| Daria Dorokhova                | 1912    | 1971      | Nowoiwanowka, Rajon Pryasowske                     | [ 28 ] | 2004 |
| Liubov Dudin                   | 1914    | 1994      | Kursk                                              | Nikolai Dudin, ein ehemaliger Offizier der Zarenarmee, und Liubov Dudin, seine Ehefrau, versteckten in ihrem Haus in Kursk von November 1941 bis zur Befreiung im Februar 1943 das jüdische Mädchen Inna Larina, die Tochter ihrer Freunde Sofya Larina und Wassili Larin. Unterstützt wurden sie dabei von ihrer 15-jährigen Tochter Izabella Dudina (später Obraztsova). | 1997 |
| Nikolai Dudin                  | 1890    | 1966      | Kursk                                              | Nikolai Dudin, ein ehemaliger Offizier der Zarenarmee, und Liubov Dudin, seine Ehefrau, versteckten in ihrem Haus in Kursk von November 1941 bis zur Befreiung im Februar 1943 das jüdische Mädchen Inna Larina, die Tochter ihrer Freunde Sofya Larina und Wassili Larin. Unterstützt wurden sie dabei von ihrer 15-jährigen Tochter Izabella Dudina (später Obraztsova). | 1997 |
| Natalia Dudnik                 |         | 1977      | Brjuchowezkaja                                     | [ 30 ] | 1997 |
| Tatjana Dukhanova              |         |           | Nowosybkow                                         | Tatjana Dukhanova aus Nowosybkow versteckte die Jüdin Anna Isakovich. | 2016 |
| Nadezhda Dziubanova            | 1915    | 1995      | Udobnaja, Region Krasnodar                         | [ 32 ] | 2003 |
| Ilya Fedorov                   |         |           | Stoljary, Rudnjanski rajon (Smolensk)              | Ilya und Praskovia Fedorov und ihre Kinder lebten im Dorf Stolyary bei Smolensk. Während der deutschen Besatzung versteckten sie nach dem 24. Februar 1942 für mehrere Tage die jungen jüdischen Frauen Taisia Romm-Lupilova, Gutya Sterenzat, Pascha Odinowa und Lena Metrikina, die zwei Massaker im Ghetto Rudnya überlebt hatten. | 2010 |
| Praskovia Fedorov              |         |           | Stoljary, Rudnjanski rajon (Smolensk)              | Ilya und Praskovia Fedorov und ihre Kinder lebten im Dorf Stolyary bei Smolensk. Während der deutschen Besatzung versteckten sie nach dem 24. Februar 1942 für mehrere Tage die jungen jüdischen Frauen Taisia Romm-Lupilova, Gutya Sterenzat, Pascha Odinowa und Lena Metrikina, die zwei Massaker im Ghetto Rudnya überlebt hatten. | 2010 |
| Maria Frolova                  |         |           |                                                    | [ 34 ] | 2003 |
| Olga George                    | 1905    | 1943      | Minsk                                              | Olga George, eine Ärztin aus Minsk, versteckte ab Herbst 1942 in ihrer Wohnung Elfrida Kisel, die siebenjährige Tochter des jüdischen Ehepaares David und Ester Kisel. | 2014 |
| Amfian Gerasimov               | 1903    |           | Riga                                               | [ 36 ] | 1979 |
| Maria Gladkikh-Prilepskaya     |         |           | Samodurowka, Oblast Woronesch                      | Maria Gladkikh-Prilepskaya aus Samodurowka versteckte ab Oktober 1941 für zwei Jahre die Jüdin Yelizaveta Slutskiy und ihre beiden Kinder Zoya und Oleg, die im Juli 1941 Moskau verlassen hatten. | 1999 |
| Pelageya Grigorieva            | 1896    | 1967      | Kokonogowo, Oblast Pskow                           | [ 38 ] | 2001 |
| Liubov Gritsenko               |         |           | Wysokaja Buda, Oblast Pskow                        | Liubov Gritsenko, eine Lehrerin aus Wysokaja Buda, versteckte nach dem Einmarsch der Deutschen in der Sowjetunion ab Juni 1941 für zwei Jahre die jüdische Geographiestudentin Lea Yungshtein mit ihrem russischen Ehemann Nikolai Terekhov und ihrer jüdischen Freundin Sima Shteinberg. | 2000 |
| Maria Gubanova                 |         |           | Soldato-Alexandrowskoje, Region Stawropol          | [ 40 ] | 2014 |
| Anastasia Gubareva             |         | 1998      | Nizhniy Olschanez, Oblast Belgorod                 | Anastasia Gubareva und Klavdia Gubareva aus dem Dorf Nizhniy Olschanez (Bezirk Kursk) versteckten ab September 1941 für einige Zeit den jüdischen Studenten Semyon Briskin. | 2002 |
| Klavdia Gubareva               |         |           | Nizhniy Olschanez, Oblast Belgorod                 | Anastasia Gubareva und Klavdia Gubareva aus dem Dorf Nizhniy Olschanez (Bezirk Kursk) versteckten ab September 1941 für einige Zeit den jüdischen Studenten Semyon Briskin. | 2002 |
| Michail Gurianov               |         |           | Jewpatorija                                        | [ 42 ] | 2000 |
| Tatiana Gurianov               |         |           | Jewpatorija                                        | [ 42 ] | 2000 |
| Anna Igumnova                  |         |           | Piešťany                                           | Anna Igumnova, die in Piešt′any in einem Forschungsinstitut arbeitete, half bei der Rettung ihrer jüdischen Arbeitskollegin Alice Winter und deren 11-jährigen Tochter Erika Winter. Als am 30. September 1944 mit der Annäherung der sowjetischen Truppen an die Landesgrenzen die Deportationen slowakischer Juden wieder begannen, versteckte sie Alice Winter und ihre Tochter in einem verlassenen Hotel und versorgte sie dort mit Lebensmitteln. Anschließend zog Anna Igumnova mit ihnen in die Berge, wo Alice Winter sich den Partisanen anschloss und ihre Tochter Erika gegen Bezahlung durch Igumnova bei einer Bauernfamilie lebte. | 2010 |
| Lidia Ivanov                   |         |           | Kossatschewka, Oblast Smolensk                     | [ 44 ] | 1995 |
| Prokofi Ivanov                 | 1888    | 1969      | Kossatschewka, Oblast Smolensk                     | [ 44 ] | 1995 |
| Yevgenia Ivanova               |         |           | Opotschka                                          | Yevgenia Ivanova, eine Mathematiklehrerin aus Opotschka, und ihr Vater Ivan Yefimov versteckten von 1942 bis zur Befreiung den jüdischen Jungen Boris Kaminarov. | 2012 |
| Yevdokia Kabesheva             | 1917    |           | Sutoki, Rudnjanski rajon (Smolensk)                | [ 46 ] | 1998 |
| Irina Kalaferova               | 1900    | 1987      | Kangil, Krim                                       | Irina Kalaferova, eine Bäuerin mit zwei Kindern aus Kangil, versteckte von August 1943 bis zur Befreiung des Gebietes im April 1944 die drei jüdischen Geschwister Lina, Ludmilla und Oleg Soloschuk. | 2006 |
| Anna Karnaukh                  |         |           | Arsgir                                             | [ 48 ] | 2000 |
| Yevdokia Karnaukh              |         |           | Arsgir                                             | [ 48 ] | 2000 |
| Ferdaus Khalamliev             | 1890    |           | Teberda                                            | Shamail und Ferdaus Khalamliev sowie ihre Söhne Mukhtar und Sultan aus Teberda im Autonomen Bezirk Karatschai-Tscherkessien der Russischen Föderation versteckten von August 1942 für sechs Monate die drei jüdischen Schwestern Bronya, Faina und Lina Geidman aus Kiew, die 1941 aus der Ukraine in den Nordkaukasus evakuiert worden waren. | 1994 |
| Muchtar Khalamliev             | 1918    |           | Teberda                                            | Shamail und Ferdaus Khalamliev sowie ihre Söhne Mukhtar und Sultan aus Teberda im Autonomen Bezirk Karatschai-Tscherkessien der Russischen Föderation versteckten von August 1942 für sechs Monate die drei jüdischen Schwestern Bronya, Faina und Lina Geidman aus Kiew, die 1941 aus der Ukraine in den Nordkaukasus evakuiert worden waren. | 1994 |
| Shamail Khalamliev             | 1875    |           | Teberda                                            | Shamail und Ferdaus Khalamliev sowie ihre Söhne Mukhtar und Sultan aus Teberda im Autonomen Bezirk Karatschai-Tscherkessien der Russischen Föderation versteckten von August 1942 für sechs Monate die drei jüdischen Schwestern Bronya, Faina und Lina Geidman aus Kiew, die 1941 aus der Ukraine in den Nordkaukasus evakuiert worden waren. | 1994 |
| Sultan Khalamliev              | 1924    | 2003      | Teberda                                            | Shamail und Ferdaus Khalamliev sowie ihre Söhne Mukhtar und Sultan aus Teberda im Autonomen Bezirk Karatschai-Tscherkessien der Russischen Föderation versteckten von August 1942 für sechs Monate die drei jüdischen Schwestern Bronya, Faina und Lina Geidman aus Kiew, die 1941 aus der Ukraine in den Nordkaukasus evakuiert worden waren. | 1994 |
| Praskovia Khonabjeva           |         |           | Dosugovo, Monastyrschtschinski rajon               | [ 50 ] | 2000 |
| Aleksey Kizeyev                | 1929    |           | Butrovo, Rudnjanski rajon (Smolensk)               | Yakov Kizeyev und sein Sohn Aleksey Kizeyev aus dem Dorf Butrovo halfen während der deutschen Besatzung vielen Verfolgten, darunter Juden, sowjetischen Soldaten, kommunistischen Beamten und Komsomol-Mitgliedern. Die jüdischen Überlebenden des ersten Massakers im Ghetto von Rudnya am 21. Oktober 1941, der 27-jährige Nikolay Finkelshtein, die 46-jährige Raisa Shub, zwei Kunin-Brüder und zwei Zlotnikov-Brüder, wurden von den Kizeyevs versteckt und an die sowjetischen Partisanen überstellt. Und nach der zweiten Massenmordaktion in Rudnya am 24. Februar 1942 versteckten die Kizejews vorübergehend Saul und Vera Gelfond mit ihren beiden Kindern sowie die 20-jährige Taisia Romm-Lupilova.                                                                                             | 2010 |
| Yakov Kizeyev                  | 1888    | 1967      | Butrovo, Rudnjanski rajon (Smolensk)               | Yakov Kizeyev und sein Sohn Aleksey Kizeyev aus dem Dorf Butrovo halfen während der deutschen Besatzung vielen Verfolgten, darunter Juden, sowjetischen Soldaten, kommunistischen Beamten und Komsomol-Mitgliedern. Die jüdischen Überlebenden des ersten Massakers im Ghetto von Rudnya am 21. Oktober 1941, der 27-jährige Nikolay Finkelshtein, die 46-jährige Raisa Shub, zwei Kunin-Brüder und zwei Zlotnikov-Brüder, wurden von den Kizeyevs versteckt und an die sowjetischen Partisanen überstellt. Und nach der zweiten Massenmordaktion in Rudnya am 24. Februar 1942 versteckten die Kizejews vorübergehend Saul und Vera Gelfond mit ihren beiden Kindern sowie die 20-jährige Taisia Romm-Lupilova.                                                                                             | 2010 |
| Dimitri Klepinin               | 1904    | 1944      | Paris                                              | [ 52 ] | 1985 |
| Aleksandr Kliavchenko          |         |           | Dnepropetrovsk                                     | Aleksandr, Grigoriy und Maria Kliavchenko aus Dnepropetrovsk versteckten den Juden Yakov Yarovinski und beschafften für ihn gefälschte Dokumente. | 2019 |
| Grigoriy Kliavchenko           |         |           | Dnepropetrovsk                                     | Aleksandr, Grigoriy und Maria Kliavchenko aus Dnepropetrovsk versteckten den Juden Yakov Yarovinski und beschafften für ihn gefälschte Dokumente. | 2019 |
| Maria Kliavchenko              |         |           | Dnepropetrovsk                                     | Aleksandr, Grigoriy und Maria Kliavchenko aus Dnepropetrovsk versteckten den Juden Yakov Yarovinski und beschafften für ihn gefälschte Dokumente. | 2019 |
| Yekaterina Kolesnikova         |         |           |                                                    | [ 54 ] | 1993 |
| Tamara Komarovskaya            | 1913    |           | Starodub                                           | Tamara Komarovskaya, eine Lehrerin aus Starodub, und ihre Schwester Yelena Komarovskaya versorgten die jüdische Familie Manevich im von den Deutschen im September 1941 eingerichteten Ghetto des Ortes mit Essen und Kleidung. Im Februar 1942, vor der Auflösung des Ghettos, versteckten sie die 25-jährige Schura Manevich in ihrem Haus und besorgten ihr falsche Papiere, die ihr den Umzug in ein weiter entferntes Dorf ermöglichten. | 1997 |
| Yelena Komarovskaya            | 1924    |           | Starodub                                           | Tamara Komarovskaya, eine Lehrerin aus Starodub, und ihre Schwester Yelena Komarovskaya versorgten die jüdische Familie Manevich im von den Deutschen im September 1941 eingerichteten Ghetto des Ortes mit Essen und Kleidung. Im Februar 1942, vor der Auflösung des Ghettos, versteckten sie die 25-jährige Schura Manevich in ihrem Haus und besorgten ihr falsche Papiere, die ihr den Umzug in ein weiter entferntes Dorf ermöglichten. | 1997 |
| Yelizaveta Kondratieva         | 1917    | 2002      | Kossatschewka, Oblast Smolensk                     | [ 56 ] | 1999 |
| Yelizaveta Kononova            |         |           | Kiyevka, Inozemtsevo und Nezlobnaya                | Yelizaweta Kononowa, eine russische Lehrerin deutscher Herkunft, die mit Mann und Tochter in den Weiler Kiyevka im Bezirk Stawropol verbannt worden war, versteckte 1942 und 1943 die Jüdin Tsipa Tenenbaum und ihren Sohn Filip Tenenbaum. Auf ihrer gemeinsamen Flucht gab sie die beiden als Familienmitglieder aus und organisierte für Filip Tenenbaum, der 1943 schwer erkrankt war, die Behandlung durch einen deutschen Krankenhausarzt. | 2008 |
| Fetinia Korablikova            | 1905    | 1953      | Vilnius                                            | [ 58 ] | 2005 |
| Yevdokia Korablikova           | 1883    | 1966      | Vilnius                                            | [ 58 ] | 2005 |
| Marfa Korneeva                 |         |           | Stanichki, Smolenski rajon (Smolensk)              | Marpha Korneeva aus dem Dorf Stanichki im Bezirk Smolensk und ihre Tochter Yekaterina Korneeva versteckten in ihrer Wohnung von 1942 bis zur Befreiung das jüdische Mädchen Alla Korneeva aus Smolensk, dessen Vater zur Roten Armee eingezogen und später im Kampf gefallen und dessen Mutter denunziert, verhaftet und ermordet worden war. | 2000 |
| Yekaterina Korneeva            |         |           | Stanichki, Smolenski rajon (Smolensk)              | Marpha Korneeva aus dem Dorf Stanichki im Bezirk Smolensk und ihre Tochter Yekaterina Korneeva versteckten in ihrer Wohnung von 1942 bis zur Befreiung das jüdische Mädchen Alla Korneeva aus Smolensk, dessen Vater zur Roten Armee eingezogen und später im Kampf gefallen und dessen Mutter denunziert, verhaftet und ermordet worden war. | 2000 |
| Ivan Korneychuk                |         |           | Simferopol                                         | [ 60 ] | 2001 |
| Liubov Korneychuk              | 1918    |           | Simferopol                                         | [ 60 ] | 2001 |
| Yekaterina Korolkova           | 1900    |           | Kolmowo, Weliki Nowgorod                           | Yekaterina Korolkova, eine Krankenschwester aus der Siedlung Kolmovo in der Nähe von Nowgorod, betreute das achtjährige jüdische Mädchen Frida Rabinovich im Krankenhaus und versteckte es anschließend bei sich zu Hause. Sie ließ das Kind von einem russisch-orthodoxen Priester taufen und eine Geburtsurkunde auf den Namen Lyuba Korolkova ausstellen. | 1999 |
| Boris Korostovtsev             |         |           | Odessa                                             | Boris Korostovtsev aus Odessa versteckte die Jüdin Ida Gaysinskaya und beschaffte für sie gefälschte Dokumente. | 2018 |
| Ksenia Korovin                 | 1904    |           | Gredjakino, Oblast Woronesch                       | Der russisch-orthodoxe Bauer Semion Korovin und seine Frau Ksenia Korovin aus dem Dorf Gredjakino hatten der vierköpfigen jüdischen Familie Maizels, einer Mutter und ihren drei Kindern, die bei Ausbruch des Zweiten Weltkriegs aus Zamość in Polen geflohen waren, Zuflucht auf ihrem Bauernhof gegeben. Nach der Besetzung des Gebietes durch die Deutschen Anfang Juli 1942 versteckten und versorgten sie den 16-jährigen Josef Maizels und seine Schwester Tatjana Maizels in einem Waldgebiet außerhalb des Dorfes. Frau Maizels und ihr ältester Sohn waren zuvor in der nahegelegenen Stadt Alekseyevka verhaftet und ermordet worden. | 1995 |
| Semion Korovin                 | 1888    |           | Gredjakino, Oblast Woronesch                       | Der russisch-orthodoxe Bauer Semion Korovin und seine Frau Ksenia Korovin aus dem Dorf Gredjakino hatten der vierköpfigen jüdischen Familie Maizels, einer Mutter und ihren drei Kindern, die bei Ausbruch des Zweiten Weltkriegs aus Zamość in Polen geflohen waren, Zuflucht auf ihrem Bauernhof gegeben. Nach der Besetzung des Gebietes durch die Deutschen Anfang Juli 1942 versteckten und versorgten sie den 16-jährigen Josef Maizels und seine Schwester Tatjana Maizels in einem Waldgebiet außerhalb des Dorfes. Frau Maizels und ihr ältester Sohn waren zuvor in der nahegelegenen Stadt Alekseyevka verhaftet und ermordet worden. | 1995 |
| Nina Kosolova                  |         |           | Altschewsk                                         | [ 64 ] | 2005 |
| Yelena Kosolova                |         |           | Altschewsk                                         | [ 64 ] | 2005 |
| Prokofiy Koval                 |         |           | Utschkeken                                         | Prokofiy Koval, ein 60-jähriger Zahnarzt aus Wladiwostok, der sich nach seiner Gefängnishaft zur Rehabilitierung in Utschkeken aufhielt, versteckte in seiner Wohnung von August 1942 bis Januar 1944 die Jüdin Polina Pakul, ihre fünfjährige Tochter Swetlana Pakul und ihre Mutter Ljubow Pakul, die sich nicht bei den örtlichen Behörden registrieren ließen. | 2011 |
| Ksenia Kovalevskaya            |         |           | Vilnius                                            | [ 66 ] | 2013 |
| Sergey Kovalevski              |         |           | Vilnius                                            | [ 66 ] | 2013 |
| Matriona Kovlyashenko          | 1880    |           | Nowo-Leuschkowskaja, Region Krasnodar              | Tikhon Kovlyashenko und Matriona Kovlyashenko, ein Ehepaar aus der Kosakensiedlung Nowo-Leuschkowka in der Region Krasnodar, versteckten im Oktober 1942 und im Februar 1943, jeweils für mehrere Tage, Moisey und Matlya Otershtein und ihre zwei Kinder Mina und Tankhum aus Rostow am Don. | 1998 |
| Tikhon Kovlyashenko            | 1873    |           | Nowo-Leuschkowskaja, Region Krasnodar              | Tikhon Kovlyashenko und Matriona Kovlyashenko, ein Ehepaar aus der Kosakensiedlung Nowo-Leuschkowka in der Region Krasnodar, versteckten im Oktober 1942 und im Februar 1943, jeweils für mehrere Tage, Moisey und Matlya Otershtein und ihre zwei Kinder Mina und Tankhum aus Rostow am Don. | 1998 |
| Aleksander Kramarovskiy        |         |           | Nowotscherkassk                                    | [ 68 ] | 2011 |
| Natalia Kratko                 |         |           | Kari, Krim                                         | Natalia und Vasili Kratko aus Kari versteckten die jüdischen Mitbürger Minna Fishgoit, Klara Krupnik und Lev Kuperman. | 2014 |
| Vasili Kratko                  |         |           | Kari, Krim                                         | Natalia und Vasili Kratko aus Kari versteckten die jüdischen Mitbürger Minna Fishgoit, Klara Krupnik und Lev Kuperman. | 2014 |
| Praskovia Krivchenkova         | 1911    |           | Lunino (Pensa), Malaja Sergiewka, Oblast Pensa     | [ 70 ] | 2008 |
| Ivan Krupoderov                |         |           | Milyutinskaya                                      | Ivan Krupoderov und seine Tochter Zoya Lotzvina aus Milyutinskaya versteckten den Juden Ikhil Lotzvin. | 2018 |
| Marta Krynskaya                |         |           | Rostow am Don                                      | Marta Krynskaja, eine ältere russische Künstlerin aus Rostow am Don, versteckte 1942 für kurze Zeit ihre jüdische Freundin Dora Kamershtein und ihre Tochter Nadezhda Kamershtein. | 2002 |
| Nikolai Kudrevatykh            | 1920    |           | Zhukowka, Rogi, Mahiljouskaja Woblasz              | Nikolai Kudrevatykh, ein Soldat der Roten Armee, kümmerte sich kurz nach dem deutschen Einmarsch in die Sowjetunion um den 13-jährigen jüdischen Jungen Israel Avseyevich, dessen Vater von den Deutschen festgenommen und erschossen worden war und der sich in einem schlechten körperlichen und geistigen Zustand befand. Kudrevatykh erreichte bei seinem Kommandanten, dass der Junge sich auf ihrem Rückzug nach Osten den Soldaten anschließen durfte, und sorgte während dieser Zeit für ihn. In einem Dorf in der Nähe der Stadt Schukowka im Bezirk Brjansk vertraute er den Jungen einer Bäuerin seines Vertrauens an. | 1996 |
| Yegor Kudriavtsev              |         |           | Ostrowki, Oblast Leningrad                         | [ 74 ] | 1999 |
| Vera Kudritskaya               | 1918    | 1990      | Kim, Oblast Mykolajiw                              | Vera Kudritskaya, eine Bäuerin aus der Nähe von Kim in der Oblast Mykolajiw, versteckte 1942 für einige Zeit die sieben Kinder der Ukrainerin Ksenia Pit und ihres jüdischen Mannes Lazar Pit. | 2003 |
| Porfiriy Kulik                 |         |           |                                                    | [ 76 ] | 2003 |
| Grigori Kurakov                | 1887    |           | Simferopol                                         | Grigori Kurakov und seine Frau Pelageya Kurakova aus Simferopol versteckten gemeinsam mit ihrer Tochter Ljubov Korneytschuk-Kurakova und deren Ehemann Iwan Korneytschuk die 12-jährige Jüdin Lidiya Shtein, deren Eltern und Geschwister auf der Flucht von den Deutschen gefangen genommen und ermordet worden waren. | 2001 |
| Pelageya Kurakov               | 1885    |           | Simferopol                                         | Grigori Kurakov und seine Frau Pelageya Kurakova aus Simferopol versteckten gemeinsam mit ihrer Tochter Ljubov Korneytschuk-Kurakova und deren Ehemann Iwan Korneytschuk die 12-jährige Jüdin Lidiya Shtein, deren Eltern und Geschwister auf der Flucht von den Deutschen gefangen genommen und ermordet worden waren. | 2001 |
| Sofia Leonidi                  |         |           |                                                    | [ 78 ] | 2000 |
| Nikolai Leschinger             | 1912    | 1998      | Odessa                                             | Nikolai Leschinger, ein dreißigjähriger Bauingenieur aus Odessa, hatte zu Beginn des deutschen Einmarsches in die UdSSR seine jüdische Frau und ihre gemeinsame Tochter in den Osten der Sowjetunion in Sicherheit gebracht. Er lebte mit seiner Mutter weiterhin in Odessa. Zwei Monate nach dem Einmarsch der Deutschen und Rumänen rettete er das Leben des zehnjährigen jüdischen Jungen Alexandr Gilerman. Gilerman und seine Mutter befanden sich in einem Konvoi von Juden, die aus Odessa abtransportiert wurden. Der Junge floh aus dem Konvoi, wurde ins Bein geschossen und lag bewusstlos am Straßenrand. Nikolai Leschinger kümmerte sich um den Jungen, trug ihn nach Hause, versorgte die Wunde, pflegte ihn gesund und versteckte ihn während der gesamten Besatzungszeit in seiner Scheune. | 2001 |
| Anna Limareva                  | 1913    |           | Snamenskoje (Orjol, Snamenski)                     | [ 80 ] | 2005 |
| Nikolai Linichenko             | 1901    | 1990      | Turmanovka                                         | Nikolai Linichenko und Varvara Linichenko aus dem Dorf Turmanovka auf der Krim versteckten 1942 für einige Zeit die sieben Kinder der Ukrainerin Ksenia Pit und ihres jüdischen Mannes Lazar Pit. | 2003 |
| Varvara Linichenko             | 1897    | 1970      | Turmanovka                                         | Nikolai Linichenko und Varvara Linichenko aus dem Dorf Turmanovka auf der Krim versteckten 1942 für einige Zeit die sieben Kinder der Ukrainerin Ksenia Pit und ihres jüdischen Mannes Lazar Pit. | 2003 |
| Maria Litvinova                |         |           | Wlodzimezh, Oblast Wolyn                           | Maria Litvinova und ihre Tochter Helena Darovskaya aus Wlodzimezh versteckten von Juli 1942 bis zur Befreiung im Juli 1944 die Jüdin Pola Borenstein, die aus dem Ghetto von Wlodzimezh geflohen war. | 2011 |
| Zoya Lotzvina                  |         |           | Milyutinskaya                                      | Zoya Lotzvina und ihr Vater Ivan Krupoderov aus Milyutinskaya versteckten den Juden Ikhil Lotzvin. | 2018 |
| Taisia Lukashenko              |         |           | Smolensk                                           | [ 82 ] | 2000 |
| Yevdokia Lukinski              |         | 1958      | Smolensk                                           | Yevgeni Lukinski und Yevdokia Lukinski, ein kinderloses Paar aus Smolensk, das am 16. Juli 1941 von deutschen Truppen besetzt wurde, versteckte von November 1941 bis September 1943 die 19-jährige Jüdin Polina Ausker. Sie halfen ihr später, einen Personalausweis mit dem Pseudonym Olga Khrapova zu erhalten und einen Arbeitsplatz zu finden. | 1997 |
| Yevgeni Lukinski               |         | 1962      | Smolensk                                           | Yevgeni Lukinski und Yevdokia Lukinski, ein kinderloses Paar aus Smolensk, das am 16. Juli 1941 von deutschen Truppen besetzt wurde, versteckte von November 1941 bis September 1943 die 19-jährige Jüdin Polina Ausker. Sie halfen ihr später, einen Personalausweis mit dem Pseudonym Olga Khrapova zu erhalten und einen Arbeitsplatz zu finden. | 1997 |
| Klavdia Luneva-Ischenko        | 1914    |           | Odessa                                             | [ 84 ] | 2003 |
| Nina Malashenko                | 1915    |           | Woroneschskiy, Region Krasnodar                    | Nina Malashenko, eine Bäuerin aus Woroneschskiy in der Region Krasnodar, die drei Kinder aufzog und in der örtlichen Kolchose arbeitete, versteckte in ihrem Haus von November 1942 bis zur Befreiung durch die Rote Armee im Januar 1943 den jüdischen Jungen Michail Kruglikow. | 2004 |
| Yelena Mamantova               |         |           | Kārsava                                            | [ 86 ] | 2011 |
| Varvara Maximova               |         |           | Simferopol                                         | Varvara Maximova, eine Lehrerin und Nachfahrin des russischen Adels aus Simferopol versteckte in ihrem Haus von November 1941 bis April 1944 den jüdischen Ökonomen Yevsey Gopshtein, den sie seit 20 Jahren kannte und der ihren Cousin, einen Offizier der weißrussischen Armee, während des russischen Bürgerkriegs vor den Bolschewiki gerettet hatte. | 1993 |
| Feodor Mikhailichenko          | 1927    | 1993      | KZ Buchenwald                                      | [ 88 ] | 2009 |
| Taisia Mironova-Alexeeva       |         |           | Perhowo, Oblast Pskow                              | Taisia Mironova-Alekseeva, ein Kindermädchen aus Leningrad, verbrachte den Sommer mit dem 15-jährigen Mischa Kuryatin und der 8-jährigen Riva Kuryatin, den Kindern des jüdischen Ehepaares Abram und Yevgeniya Kuryatin, in der Siedlung Perhowo, Oblast Pskow. Der Kriegsausbruch 1941 verhinderte die Rückkehr der drei nach Leningrad und Taisia Mironova-Alekseeva versteckte die jüdischen Kinder mit Unterstützung ihrer alten Mutter und der Nachbarn der Siedlung in ihrem Haus. Mischa Kuryatin versteckte sie nur kurz, da er sich den Partisanen anschloss und im Kampf getötet wurde. Riva Kuryatin versteckte sie bis Februar 1944, als sich die Deutschen aus dem Gebiet zurückzogen. | 1998 |
| Yevgenia Morozova              | 1907    | 1997      | Minsk                                              | [ 90 ] | 2005 |
| Taisia Mozgovaya               |         |           | Kresty, Oblast Rostow                              | Taisia Mozgovaya und Yekaterina Vinnikova-Kakotko aus Krusty versteckten von 1942 bis Januar 1943 die jüdische Familie Sapiro – Ida Sapiro und ihre zwei Kinder Boris Sapiro und Leonid Sapiro – an verschiedenen Orten und versorgten sie mit Lebensmitteln. | 2000 |
| Tatiana Nedostojeva            | 1900    | 1968      | Potschep                                           | [ 92 ] | 2000 |
| Tamara Nikolaeva               | 1920    |           | Zagromotie, Oblast Pskow                           | [ 7 ] | 1995 |
| Yelena Nikolayeva              | 1899    | 1995      | Minsk                                              | Yelena Nikolayeva, die Chefärztin eines Krankenhauses in Minsk, versteckte 1942 – nach der Besetzung der Stadt durch die Deutschen – die 19-jährige Lidia Taubkin und den achtjährigen David Taubkin, die Kinder ihrer jüdischen Freunde Aron Taubkin und Rozalia Taubkin. David Taubkin versteckte sie in ihrem Krankenhaus und registrierte ihn unter einem fiktiven Namen. Rozalia Taubkin besorgte sie falsche Papiere und brachte sie in ein Partisanenlager, mit dem das Krankenhaus Untergrundverbindungen unterhielt. | 2005 |
| Anna Nosachenko                |         |           | Zwanoe, Gluschkowski rajon                         | Anna und Sergei Nosachenko aus Zwanoe versteckten die Jüdin Raisa Vaynshteyn. | 2017 |
| Sergei Nosachenko              |         |           | Zwanoe, Gluschkowski rajon                         | Anna und Sergei Nosachenko aus Zwanoe versteckten die Jüdin Raisa Vaynshteyn. | 2017 |
| Matryona Novichikhina          | 1897    | 1971      | Traktoviy, Region Krasnodar                        | Matryona Novichikhina, Arbeiterin in einer Kolchose in Traktoviy in der Region Krasnodar, rettete nach der Besetzung des Gebietes durch die Deutschen im August 1942 das Leben des vierjährigen jüdischen Jungen Nikolai Sokhin. Novichikhina hatte Nikolai Sokhin und seine Mutter Faina Sokhin kennengelernt, als sie Essen in das von den Deutschen in der Nähe von Traktoviy errichtete Internierungslager für Juden brachte. Als sie vom Tod Faina Sokhins erfuhr, gelang es Novichikhina mit Bestechung der Lagerwachen den Jungen aus dem Internierungslager zu holen. Nikolai Sokhin blieb bis zur Befreiung und für die folgenden Jahre im Haus seiner Retterin. | 2008 |
| Grigori Novikov                |         |           | Tscherkessk                                        | [ 96 ] | 2012 |
| Maria Novikov                  |         |           | Tscherkessk                                        | [ 96 ] | 2012 |
| Vladimir Novikov               |         |           | Tscherkessk                                        | [ 96 ] | 2012 |
| Izabela Obratztsova-Dudina     | 1926    |           | Kursk                                              | Nikolai Dudin, ein ehemaliger Offizier der Zarenarmee, und Liubov Dudin, seine Ehefrau, versteckten in ihrem Haus in Kursk von November 1941 bis zur Befreiung im Februar 1943 das jüdische Mädchen Inna Larina, die Tochter ihrer Freunde Sofya Larina und Wassili Larin. Unterstützt wurden sie dabei von ihrer 15-jährigen Tochter Izabella Dudina (später Obraztsova). | 1998 |
| Ivan Palaguta                  | 1900    | 1966      | Arsgir                                             | Ivan Palaguta und seine Frau Praskovia Palaguta, ein Bauernehepaar aus Arsgir, versteckten ab Sommer oder Frühherbst 1942 den siebenjährigen jüdischen Jungen Ivan Bortnikov, dessen Eltern von den Deutschen ermordet worden waren. Das Ehepaar Palaguta kümmerte sich um den Jungen auch nach der Befreiung der Gegend Anfang 1943 und adoptierte ihn nach dem Krieg, da niemand in seiner Familie überlebt hatte. | 2001 |
| Praskovia Palaguta             | 1899    | 1976      | Arsgir                                             | Ivan Palaguta und seine Frau Praskovia Palaguta, ein Bauernehepaar aus Arsgir, versteckten ab Sommer oder Frühherbst 1942 den siebenjährigen jüdischen Jungen Ivan Bortnikov, dessen Eltern von den Deutschen ermordet worden waren. Das Ehepaar Palaguta kümmerte sich um den Jungen auch nach der Befreiung der Gegend Anfang 1943 und adoptierte ihn nach dem Krieg, da niemand in seiner Familie überlebt hatte. | 2001 |
| Akim Palionyi                  |         |           |                                                    | [ 98 ] | 2014 |
| Yevdokia Palionyi              | 1892    | 1983      |                                                    | [ 98 ] | 2014 |
| Aleksandra Pavlova-Kiprovskaya | 1922    | 2004      | Gorki, Oblast Pskow                                | Aleksandra Kiprovskaya, ein 18-jähriges Kindermädchen aus Gorki in der Oblast Pskow, versteckte und kümmerte sich ab Juli 1941 um die einjährige Eva Levina, die Tochter der Jüdin Elizaveta Levina und des Russen Anatoliy Bogoslovski aus Leningrad, für die sie arbeitete. Kiprovskaya registrierte das Mädchen als uneheliche Tochter bei der örtlichen Behörde in Gorki und ließ es auf den Namen Zhenia taufen. Als Zhenia verbrachte Eva alle Jahre der Besatzung bei Aleksandras Familie. | 2005 |
| Taisia Peredelskaya-Ronskaya   |         |           | Kamenomostskaja, Region Krasnodar                  | [ 100 ] | 2000 |
| Maria Petrova                  | 1888    | 1977      | Jalta                                              | Peotr Petrov und Maria Petrova, ein Lehrerehepaar aus Jalta und ihre Töchter Natalia Petrova und Tatiana Petrova versteckten nach der Besetzung des Gebiets durch die Deutschen im November 1941 Nelli Tektonidi, die gerade geborene Tochter des Griechen Gregoriy Tektonidi und seiner jüdischen Frau Rachel (geb. Kleinerman). | 2001 |
| Natalia Petrov                 | 1913    | 2001      | Jalta                                              | Peotr Petrov und Maria Petrova, ein Lehrerehepaar aus Jalta und ihre Töchter Natalia Petrova und Tatiana Petrova versteckten nach der Besetzung des Gebiets durch die Deutschen im November 1941 Nelli Tektonidi, die gerade geborene Tochter des Griechen Gregoriy Tektonidi und seiner jüdischen Frau Rachel (geb. Kleinerman). | 2001 |
| Peotr Petrov                   | 1881    | 1969      | Jalta                                              | Peotr Petrov und Maria Petrova, ein Lehrerehepaar aus Jalta und ihre Töchter Natalia Petrova und Tatiana Petrova versteckten nach der Besetzung des Gebiets durch die Deutschen im November 1941 Nelli Tektonidi, die gerade geborene Tochter des Griechen Gregoriy Tektonidi und seiner jüdischen Frau Rachel (geb. Kleinerman). | 2001 |
| Tatiana Petrova                |         |           | Jalta                                              | Peotr Petrov und Maria Petrova, ein Lehrerehepaar aus Jalta und ihre Töchter Natalia Petrova und Tatiana Petrova versteckten nach der Besetzung des Gebiets durch die Deutschen im November 1941 Nelli Tektonidi, die gerade geborene Tochter des Griechen Gregoriy Tektonidi und seiner jüdischen Frau Rachel (geb. Kleinerman). | 2001 |
| Yevgenia Piliunkina            |         |           |                                                    | [ 102 ] | 1999 |
| Aleksander Podvoiski           | 1881    | 1953      | Klinzy                                             | Aleksander Podvoiski und Aleksandra Podvoiski, ein Lehrerehepaar aus Klinzy, versteckten nach der Besetzung durch deutsche Truppen im August 1941 das 12-jährige jüdische Mädchen Tatyana Liberova. | 2010 |
| Aleksandra Podvoiski           | 1885    | 1973      | Klinzy                                             | Aleksander Podvoiski und Aleksandra Podvoiski, ein Lehrerehepaar aus Klinzy, versteckten nach der Besetzung durch deutsche Truppen im August 1941 das 12-jährige jüdische Mädchen Tatyana Liberova. | 2010 |
| Anna Pokrovskaya               | 1904    | 2001      | Klinzy                                             | [ 104 ] | 1996 |
| Anna Popova                    |         |           | Kislowodsk                                         | Anna Popova, ein Komsomol-Mitglied aus Kislowodsk, besorgte im August 1942 für die Jüdin Jewgenija Spektor, die Frau eines Offiziers der Roten Armee, gefälschte Papiere, die es Spektor ermöglichten die Stadt nach der Besetzung durch die Deutschen zu verlassen. Anna Popova und ihre Nachbarin Olga Pylneva kümmerten sich ab diesem Zeitpunkt bis zur Befreiung im Januar 1943 um Jewgenija Spektors dreijährige Tochter Anna Spektor, die in Pylnevas Haus versteckt und liebevoll betreut wurde. | 1997 |
| Olga Pylneva                   | 1916    | 1983      | Kislowodsk                                         | Anna Popova, ein Komsomol-Mitglied aus Kislowodsk, besorgte im August 1942 für die Jüdin Jewgenija Spektor, die Frau eines Offiziers der Roten Armee, gefälschte Papiere, die es Spektor ermöglichten die Stadt nach der Besetzung durch die Deutschen zu verlassen. Anna Popova und ihre Nachbarin Olga Pylneva kümmerten sich ab diesem Zeitpunkt bis zur Befreiung im Januar 1943 um Jewgenija Spektors dreijährige Tochter Anna Spektor, die in Pylnevas Haus versteckt und liebevoll betreut wurde. | 1997 |
| Ivan Radov                     | 1916    | 2001      |                                                    | [ 106 ] | 2003 |
| Anatoli Rimashevski            | 1928    |           | Starodub                                           | Anatoli Rimashevski, ein Teenager aus Starodub, und seine Mutter Maria Rimashevski versteckten in ihrem Haus von August 1941 bis Februar 1942 den jüdischen Jugendlichen Arkadiy Chernyakov, der mit Anatoli befreundet war. | 2002 |
| Maria Rimashevski              | 1904    | 1994      | Starodub                                           | Anatoli Rimashevski, ein Teenager aus Starodub, und seine Mutter Maria Rimashevski versteckten in ihrem Haus von August 1941 bis Februar 1942 den jüdischen Jugendlichen Arkadiy Chernyakov, der mit Anatoli befreundet war. | 2002 |
| Aleksandra Rudenko             | 1923    |           | Katagay, Rajon Krasnohwardijske (Krim); Simferopol | [ 108 ] | 2001 |
| Feokla Rudenko                 | 1895    | 1958      | Katagay, Rajon Krasnohwardijske (Krim); Simferopol | [ 108 ] | 2001 |
| Nikolai Rudenko                | 1929    |           | Katagay, Rajon Krasnohwardijske (Krim); Simferopol | [ 108 ] | 2001 |
| Peotr Rudenko                  | 1893    | 1973      | Katagay, Rajon Krasnohwardijske (Krim); Simferopol | [ 108 ] | 2001 |
| Grigori Safonov                |         | 1943      | Nowosybkow                                         | Grigori Safonov und Praskovia Safonov, ein Ehepaar mit vier Kindern aus Nowosybkow, retteten – unterstützt von ihren Kindern – neun jüdische Nachbarn. Sie gruben im Januar 1942 ein tiefes Loch unter ihrer Scheune und versteckten dort zehn Monate lang Moisey und Zina Mogilevskiy und ihren Sohn Faust, Sonya Gutina und ihren Sohn Jewgeni und ihre Tochter Anya, Esfir und Sonya Uritskiy sowie Fanya Kagan. | 1993 |
| Nadezhda Safonov               | 1926    |           | Nowosybkow                                         | Grigori Safonov und Praskovia Safonov, ein Ehepaar mit vier Kindern aus Nowosybkow, retteten – unterstützt von ihren Kindern – neun jüdische Nachbarn. Sie gruben im Januar 1942 ein tiefes Loch unter ihrer Scheune und versteckten dort zehn Monate lang Moisey und Zina Mogilevskiy und ihren Sohn Faust, Sonya Gutina und ihren Sohn Jewgeni und ihre Tochter Anya, Esfir und Sonya Uritskiy sowie Fanya Kagan. | 1993 |
| Praskovia Safonov              |         | 1943      | Nowosybkow                                         | Grigori Safonov und Praskovia Safonov, ein Ehepaar mit vier Kindern aus Nowosybkow, retteten – unterstützt von ihren Kindern – neun jüdische Nachbarn. Sie gruben im Januar 1942 ein tiefes Loch unter ihrer Scheune und versteckten dort zehn Monate lang Moisey und Zina Mogilevskiy und ihren Sohn Faust, Sonya Gutina und ihren Sohn Jewgeni und ihre Tochter Anya, Esfir und Sonya Uritskiy sowie Fanya Kagan. | 1993 |
| Vasili Safonov                 | 1921    | 2003      | Nowosybkow                                         | Grigori Safonov und Praskovia Safonov, ein Ehepaar mit vier Kindern aus Nowosybkow, retteten – unterstützt von ihren Kindern – neun jüdische Nachbarn. Sie gruben im Januar 1942 ein tiefes Loch unter ihrer Scheune und versteckten dort zehn Monate lang Moisey und Zina Mogilevskiy und ihren Sohn Faust, Sonya Gutina und ihren Sohn Jewgeni und ihre Tochter Anya, Esfir und Sonya Uritskiy sowie Fanya Kagan. | 1993 |
| Matryona Samusenko             | 1915    |           | Gordejewka (Brjansk)                               | [ 110 ] | 2008 |
| Anna Sergeyenko                |         |           | Simferopol                                         | Anna, Nina, Roman und Vera Sergeyenko aus Simferopol versteckten die Jüdin Tamara Rivkina. | 2016 |
| Nina Sergeyenko                |         |           | Simferopol                                         | Anna, Nina, Roman und Vera Sergeyenko aus Simferopol versteckten die Jüdin Tamara Rivkina. | 2016 |
| Roman Sergeyenko               |         |           | Simferopol                                         | Anna, Nina, Roman und Vera Sergeyenko aus Simferopol versteckten die Jüdin Tamara Rivkina. | 2016 |
| Vera Sergeyenko                |         |           | Simferopol                                         | Anna, Nina, Roman und Vera Sergeyenko aus Simferopol versteckten die Jüdin Tamara Rivkina. | 2016 |
| Yelena Sheidina                |         |           | Demidow                                            | [ 112 ] | 2010 |
| Yekaterina Shepchenko          |         |           | Ravensburg; Warschau                               | [ 113 ] | 2013 |
| Yevdokia Shirokova             | 1894    | 1974      | Riga                                               | [ 114 ] | 2005 |
| Pelageya Shorenko              | 1918    | 1981      | Stariy Bajaut, Rajon Krasnohwardijske (Krim)       | [ 115 ] | 2003 |
| Vladimir Shorenko              | 1915    | 1993      | Stariy Bajaut, Rajon Krasnohwardijske (Krim)       | [ 115 ] | 2003 |
| Maria Skobzowa                 |         | 1945      | Paris                                              | Mutter Maria | 1985 |
| Gavriil Smirnov                | 1895    | 1945      | Purmanowka, Rajon Dschankoj                        | [ 117 ] | 2003 |
| Yefrosinia Smirnov             | 1898    | 1973      | Purmanowka, Rajon Dschankoj                        | [ 117 ] | 2003 |
| Ksenia Sorokina                | 1916    |           | Mzensk                                             | [ 118 ] | 2000 |
| Maria Starodubtseva            | 1912    | 1985      | Klinzy                                             | [ 119 ] | 1996 |
| Matriona Stepovoy              | 1901    | 1976      | Simferopol                                         | [ 120 ] | 2002 |
| Viktor Stepovoy                | 1924    |           | Simferopol                                         | [ 120 ] | 2002 |
| Daria Striletskaya             | 1914    |           |                                                    | [ 121 ] | 2001 |
| Feodosia Stupak                | 1888    | 1975      | Knjazh, Oblast Brjansk                             | [ 122 ] | 2003 |
| Maria Stupak                   | 1926    |           | Knjazh, Oblast Brjansk                             | [ 122 ] | 2003 |
| Semeon Stupak                  | 1888    | 1971      | Knjazh, Oblast Brjansk                             | [ 122 ] | 2003 |
| Ivan Tarasov                   |         |           | Ostrowki, Oblast Leningrad                         | [ 123 ] | 1999 |
| Yefrosinia Timoshenko          | 1893    | 1980      |                                                    | [ 124 ] | 2014 |
| Tatiana Tretyakova             | 1924    |           | Smolensk                                           | [ 102 ] | 1999 |
| Varvara Tsvileneva             |         |           | Kislowodsk                                         | [ 125 ] | 1996 |
| Yekaterina Vinnikova-Kakotko   |         |           | Kresty, Oblast Rostow                              | Yekaterina Vinnikova-Kakotko und Taisia Mozgovaya aus Krusty versteckten von 1942 bis Januar 1943 die jüdische Familie Sapiro – Ida Sapiro und ihre zwei Kinder Boris Sapiro und Leonid Sapiro – an verschiedenen Orten und versorgten sie mit Lebensmitteln. | 2000 |
| Ustinya Vinogradova            | 1904    | 1981      | Nowo Nikolskij, Oblast Brjansk                     | [ 127 ] | 2002 |
| Maria Vishnyak                 | 1923    |           | Smolensk                                           | [ 128 ] | 2002 |
| Olga Vishnyak                  | 1900    | 1978      | Smolensk                                           | [ 128 ] | 2002 |
| Vera Voronina                  | 1919    |           | Dobruscheno, Rajon Saky                            | [ 129 ] | 2001 |
| Marfa Voskovaya                | 1893    | 1969      | Simferopol                                         | [ 130 ] | 2003 |
| Zoya Voskovaya                 | 1920    |           | Simferopol                                         | [ 130 ] | 2003 |
| Ivan Yefimov                   |         |           | Opotschka                                          | Yevgenia Ivanova, eine Mathematiklehrerin aus Opotschka, und ihr Vater Ivan Yefimov versteckten von 1942 bis zur Befreiung den jüdischen Jungen Boris Kaminarov. | 2012 |
| Ivan Yeremin                   |         |           | Kauchuk Sowchos 14, Lgowski rajon                  | [ 131 ] | 1996 |
| Pelagea Yeremin                |         |           | Kauchuk Sowchos 14, Lgowski rajon                  | [ 131 ] | 1996 |
| Sim Yeremin                    |         |           | Kauchuk Sowchos 14, Lgowski rajon                  | [ 131 ] | 1996 |
| Vasili Yurkov                  | 1912    | 1998      | Balta                                              | [ 132 ] | 2004 |
| Yefrosinia Yurkov              | 1915    | 1997      | Balta                                              | [ 132 ] | 2004 |
| Yevdokia Yurkova               | 1876    | 1960      | Balta                                              | [ 132 ] | 2004 |
| Adel Zagurskaya                | 1923    | 2001      | Armawir                                            | [ 133 ] | 1997 |
| Mihalina Zagurskaya            |         |           | Armawir                                            | [ 133 ] | 1997 |
| Zoya Zagurskaya                |         | 2012      | Armawir                                            | [ 133 ] | 1997 |
| Arina Zarubina                 |         |           | Smolensk                                           | Arina Zarubina aus Smolensk, die Nachbarin des Russen Alexei Korneev und seiner jüdischen Frau Anna Bogorad, rettete 1942 deren fünfjährige Tochter Alla Korneeva, nachdem Anna Bogorad denunziert, verhaftet und ermordet worden war. Sie versteckte das Kind kurze Zeit in ihrer Wohnung und brachte das Mädchen dann in das Dorf Stanichki im Bezirk Smolensk, wo sie bis zur Befreiung im Haus ihrer Freundin Marfa Korneeva leben konnte. | 2000 |
| Tatiana Zelenskaya             |         |           | Simferopol                                         | Die Sängerin Tatiana Zelenskaya und der Akkordeonist Pavel Chariuta aus Simferopol auf der Halbinsel Krim versteckten nach der Eroberung Simferopols durch die Deutschen ab 10. Dezember 1941 und bis zur Befreiung des Gebiets am 13. April 1944 das vierjährige jüdische Mädchen Lyuba Kogan. | 1995 |
| Alexandra Zholtaya             |         |           | Kislowodsk                                         | [ 135 ] | 2014 |
| Yelena Ziuzina                 | 1908    | 1998      | Sarabuz, Rajon Simferopol                          | [ 136 ] | 2006 |